# Galaxia espiral M106
La Galaxia espiral M106 (también conocida como Messier 106, M106 o NGC 4258) es una galaxia espiral en la constelación de Canes Venatici. Fue descubierta por Pierre Méchain en 1781. 
M106 es una galaxia espiral gigante con un diámetro y luminosidad comparables a los de M 31 y se encuentra a una distancia entre 21 y 25 millones de años luz de la Tierra. También es una galaxia Seyfert, ya que debido a la emisión de rayos X detectada, se sospecha que parte de la galaxia está cayendo en un agujero negro supermasivo central.
M106 ha sido estudiada en la banda de rayos X mediante el telescopio Chandra, así como en la región de las ondas de radio. Dichos estudios muestran un par de brazos espirales extra no alineados con los brazos espirales visibles en las imágenes tomadas en el óptico y que parecen estar hechos de material calentado por ondas de choque y expulsados del núcleo galáctico.